# Mapie de Toulouse-Lautrec
Pour les autres membres de la famille, voir Famille de Vilmorin.
Mapie de Toulouse-Lautrec, née le 7 mai 1901 à Verrières-le-Buisson et morte le 30 décembre 1972 à Paris 17e, est une journaliste française.

## Biographie
Née Marie-Pierre Adélaïde Levêque de Vilmorin, elle est la fille aînée de Philippe de Vilmorin et de son épouse, Mélanie de Gaufridy de Dortan et la sœur de l'écrivaine Louise de Vilmorin.
D'abord fiancée à Robert Goüin (fils de Jules Goüin) en 1918, elle épouse en premières noces en 1922 un cousin, Guy Marie Félix Levêque de Vilmorin (1896-1984) dont elle a deux filles, Dominique, (1927-2011) et Adélaïde, épouse Oréfice (1930-2020). Guy et Mapie divorcent en 1932.
Elle épouse en secondes noces, en 1933, l'amiral Guillaume Christophe Marie de Toulouse-Lautrec-Montfa (1902-1985), comte de Toulouse-Lautrec, cousin du peintre Henri de Toulouse-Lautrec, dont elle a deux enfants : Constance (1934-2017), devenue Madame Maurice Dumoncel) et Charles Constantin (1936-1995), marié à Miranda Redfield).
Spécialisée en gastronomie, Mapie de Toulouse-Lautrec a suivi les cours de cuisine d'Édouard de Pomiane dès l'âge de 18 ans. Devenue journaliste, elle crée les « fiches-cuisine » du magazine Elle.
Une plaque commémorative lui rend hommage 6 rue Marcel-Renault (Paris), où elle vécut de 1949 à 1972.

## Publications
- Elle cuisine, menus et recettes, Fayard, 1957
- Les recettes de Mapie, Hachette, 1958
- Cuisine de France et du monde, Hachette, 1958
- Elle encyclopédie : 365 jours de cuisine, Fayard, 1959
- Entrées et desserts, Fayard, 1961
- Cuisinez vite et bien, Hachette, 1974
- La cuisine de Mapie, Tallandier, 2004